# Oleksandr Tarnavsky
Oleksandr Heorhiyovytch Tarnavsky (en ukrainien : Олександр Георгійович Тарнавський) est un militaire ukrainien, général de brigade, commandant adjoint du Commandement opérationnel est mi-2022 puis du groupement Sloboda et de Kherson. 

## Biographie
Entre 2011 et 2015 il commandait la 17e brigade de chars. Sur la liste Notre Terre en 2015 pour le conseil municipal de Kryvy Rih.
Il est depuis le 15 juin 2023 le commandant du groupe opérationnel Tauride dans la région de Zaporijjia. Le groupe est formé de la 35e brigade d'infanterie navale et de la 55e brigade d'artillerie.